# Вест-Пойнт (Каліфорнія)
Вест-Пойнт (англ. West Point) — переписна місцевість (CDP) в США, в окрузі Калаверас штату Каліфорнія. Населення — 688 осіб (2020).

## Географія
Вест-Пойнт розташований за координатами 38°24′15″ пн. ш. 120°32′14″ зх. д. / 38.40417° пн. ш. 120.53722° зх. д. (38.404299, -120.537338).  За даними Бюро перепису населення США в 2010 році переписна місцевість мала площу 9,63 км², уся площа — суходіл.

## Демографія
Згідно з переписом 2010 року, у переписній місцевості мешкали 674 особи в 308 домогосподарствах у складі 182 родин. Густота населення становила 70 осіб/км².  Було 378 помешкань (39/км²).
Расовий склад населення:
| - 83,5 % — білих - 6,4 % — корінних американців - 1,0 % — вихідців з тихоокеанських островів - 0,3 % — азіатів - 4,3 % — осіб інших рас |

До двох чи більше рас належало 4,5 %. Частка іспаномовних становила 9,9 % від усіх жителів.
За віковим діапазоном населення розподілялося таким чином: 19,7 % — особи молодші 18 років, 56,1 % — особи у віці 18—64 років, 24,2 % — особи у віці 65 років та старші. Медіана віку мешканця становила 50,0 року. На 100 осіб жіночої статі у переписній місцевості припадало 94,2 чоловіків;  на 100 жінок у віці від 18 років та старших — 93,9 чоловіків також старших 18 років.
Середній дохід на одне домашнє господарство  становив 34 149 доларів США (медіана — 27 978), а середній дохід на одну сім'ю — 35 477 доларів (медіана — 27 857). За межею бідності перебувало 36,8 % осіб, у тому числі 61,7 % дітей у віці до 18 років та 6,0 % осіб у віці 65 років та старших.
Цивільне працевлаштоване населення становило 168 осіб. Основні галузі зайнятості: мистецтво, розваги та відпочинок — 25,6 %, освіта, охорона здоров'я та соціальна допомога — 19,0 %, роздрібна торгівля — 16,7 %.